# Perry River (vattendrag i Kanada, Nunavut)
Perry River är ett vattendrag i Kanada.   Det ligger i territoriet Nunavut, i den centrala delen av landet, 2 900 km nordväst om huvudstaden Ottawa.
Omgivningarna runt Perry River är i huvudsak ett öppet busklandskap. Trakten runt Perry River är nära nog obefolkad, med mindre än två invånare per kvadratkilometer.